# Chip Ganassi

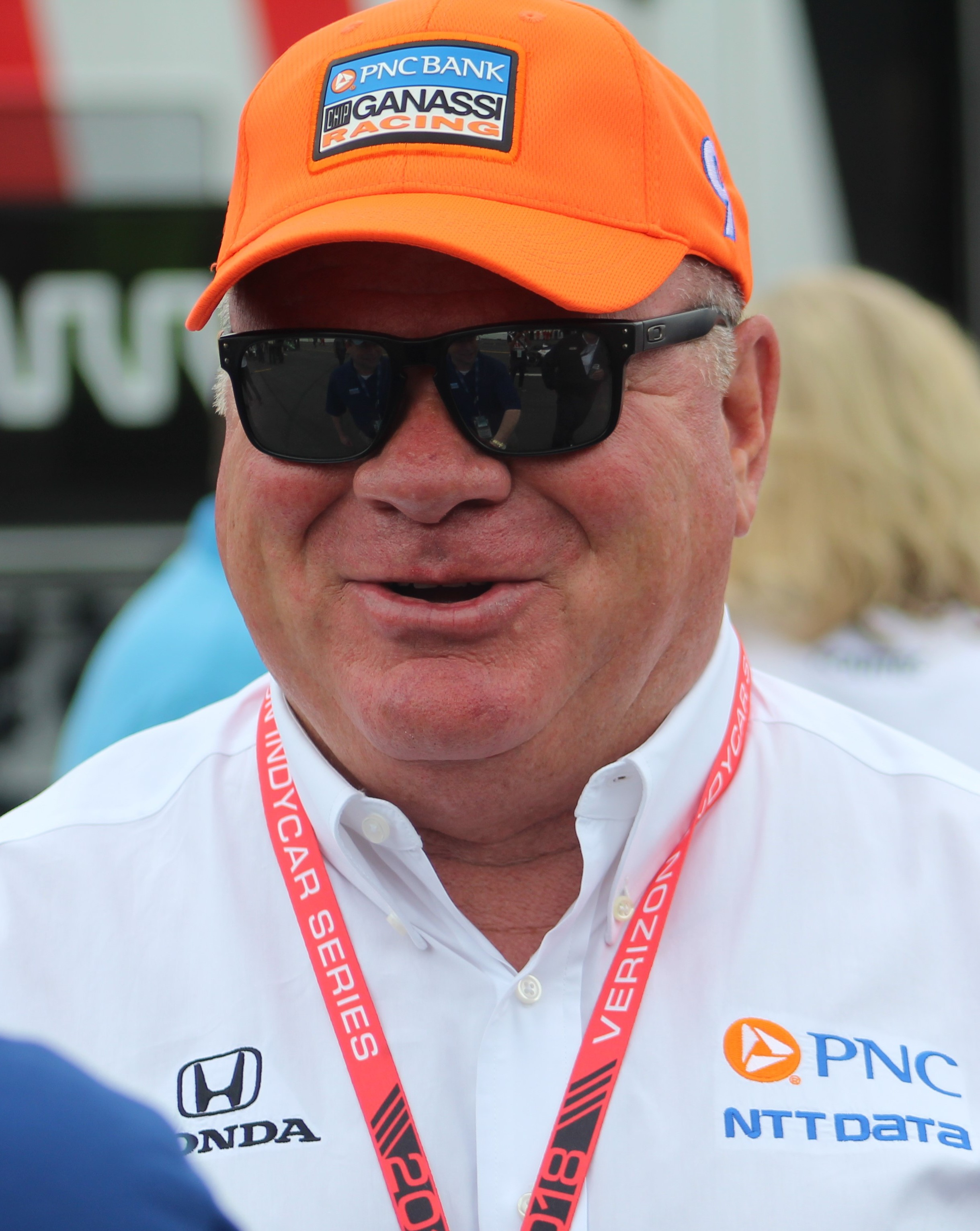
Chip Ganassi 2018

Floyd Robert „Chip“ Ganassi (* 24. Mai 1958 in Pittsburgh, Pennsylvania) ist ein ehemaliger US-amerikanischer Rennfahrer und heute Besitzer eines Rennteams.

## Karriere
Ganassi stieg 1981 als Fahrer in die Champ-Car-Serie ein und nahm fünfmal am 500-Meilen-Rennen von Indianapolis teil, wo er als bestes Ergebnis 1983 den achten Platz belegen konnte.
Nachdem seine aktive Karriere durch eine Verletzung beendet wurde, kaufte sich Ganassi 1988 in das Team von Pat Patrick ein. Einige Jahre später gründete er mit dem Hauptsponsor Target sein eigenes Team Chip Ganassi Racing, mit dem er in der NASCAR, der Indy Racing League und bei den Champ Cars antritt.
Ganassi hat sich in der internationalen Motorsportszene einen Namen als Entdecker vielversprechender Talente gemacht. So feierte er z. B. in der Champ-Car-Serie mit den Rookies Alex Zanardi, Juan Pablo Montoya oder Bruno Junqueira große Erfolge.

## Sonstiges
- Ganassi war Teilhaber am Baseball-Team Pittsburgh Pirates.
- Er unterstützt das St. Jude Children’s Research Hospital in Memphis.
- Er ist Vize-Präsident der FRG Group, einer Holding mit Beteiligungen in den Sparten Telekommunikation und Maschinenbau.

## Statistik

### Platzierungen beim Indy 500 als Fahrer
| Jahr | Chassis | Motor    | Training | Rennen |
| ---- | ------- | -------- | -------- | ------ |
| 1982 | Wildcat | Cosworth | 11.      | 15.    |
| 1983 | Wildcat | Cosworth | 16.      | 8.     |
| 1984 | March   | Cosworth | 22.      | 28.    |
| 1985 | March   | Cosworth | 25.      | 22.    |
| 1986 | March   | Cosworth | 25.      | 21.    |

### Le-Mans-Ergebnisse
| Jahr | Team          | Fahrzeug  | Teamkollege     | Teamkollege    | Platzierung | Ausfallgrund    |
| ---- | ------------- | --------- | --------------- | -------------- | ----------- | --------------- |
| 1987 | Kouros Racing | Sauber C9 | Johnny Dumfries | Mike Thackwell | Ausfall     | Getriebeschaden |